# Kanton Cassel

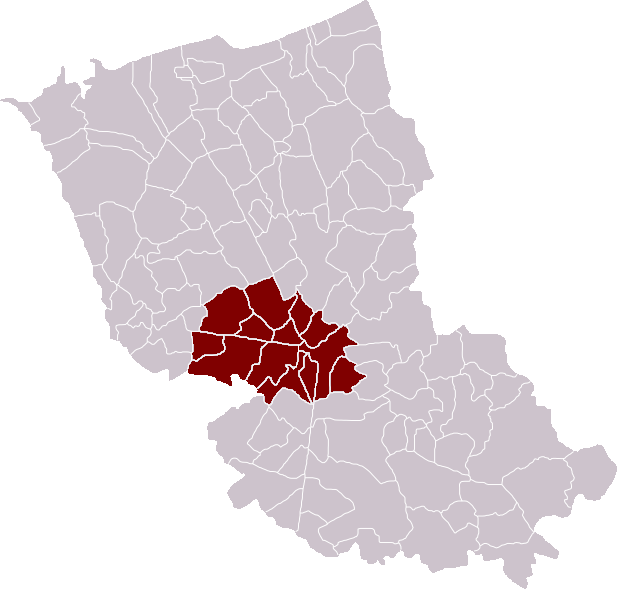
Kanton Cassel im Arrondissement Dunkerque

Der Kanton Cassel ist ein ehemaliger, bis 2015 bestehender französischer Kanton im Arrondissement Dunkerque, im Département Nord und in der Region Nord-Pas-de-Calais. Sein Hauptort war Cassel. Vertreter im Generalrat des Departements war ab 2011 Stéphane Dieusart.

## Gemeinden
Der Kanton bestand aus 13 Gemeinden:
| Gemeinde            | Einwohner Jahr | Fläche km² | Bevölkerungsdichte | Code INSEE | Postleitzahl |
| ------------------- | -------------- | ---------- | ------------------ | ---------- | ------------ |
| Arnèke              | 1.609 (2013)   | –          | – Einw./km²        | 59018      | 59285        |
| Bavinchove          | 935 (2013)     | –          | – Einw./km²        | 59054      | 59670        |
| Buysscheure         | 537 (2013)     | –          | – Einw./km²        | 59119      | 59285        |
| Cassel              | 2.288 (2013)   | –          | – Einw./km²        | 59135      | 59670        |
| Hardifort           | 371 (2013)     | –          | – Einw./km²        | 59282      | 59670        |
| Noordpeene          | 790 (2013)     | –          | – Einw./km²        | 59436      | 59670        |
| Ochtezeele          | 380 (2013)     | –          | – Einw./km²        | 59443      | 59670        |
| Oxelaëre            | 549 (2013)     | –          | – Einw./km²        | 59454      | 59670        |
| Rubrouck            | 963 (2013)     | –          | – Einw./km²        | 59516      | 59670        |
| Sainte-Marie-Cappel | 854 (2013)     | –          | – Einw./km²        | 59536      | 59670        |
| Wemaers-Cappel      | 251 (2013)     | –          | – Einw./km²        | 59655      | 59670        |
| Zermezeele          | 193 (2013)     | –          | – Einw./km²        | 59667      | 59670        |
| Zuytpeene           | 533 (2013)     | –          | – Einw./km²        | 59669      | 59670        |